# Bosco di Collemeluccio
Bosco di Collemeluccio este o arie protejată (arie de protecție specială avifaunistică — SPA) din Italia întinsă pe o suprafață de 500 ha, integral pe uscat.

## Localizare
Centrul sitului Bosco di Collemeluccio este situat la coordonatele 41°43′03″N 14°21′00″E / 41.717519°N 14.349915°E.

## Înființare
Situl Bosco di Collemeluccio a fost declarat arie de protecție specială avifaunistică în octombrie 1988 pentru a proteja 14 specii de animale.

## Biodiversitate
Situată în ecoregiunea mediteraneană, aria protejată conține 2 habitate naturale: Păduri de fag din Apenini cu Abies alba și păduri de fag cu Abies nebrodensis, Pajiști uscate seminaturale și facies de acoperire cu tufișuri pe substraturi calcaroase (Festuco-Brometalia) (* situri importante pentru orhidee).
La baza desemnării sitului se află mai multe specii protejate:
- păsări (8): șerpar (Circaetus gallicus), presură de grădină (Emberiza hortulana), șoim călător (Falco peregrinus), muscar-gulerat (Ficedula albicollis), sfrâncioc roșiatic (Lanius collurio), ciocârlie de pădure (Lullula arborea), gaia roșie (Milvus milvus), viespar (Pernis apivorus)
- amfibieni (1): Salamandrina terdigitata
- mamifere (1): lupul (Canis lupus)
- nevertebrate (4): croitorul mare al stejarului (Cerambyx cerdo), fluturele de noapte (Eriogaster catax), Euplagia quadripunctaria, Rosalia alpina

Pe lângă speciile protejate, pe teritoriul sitului au mai fost identificate 8 specii de plante, 6 specii de mamifere, 2 specii de nevertebrate.